# Баосин
Баоси́н (кит. упр. 宝兴, пиньинь Bǎoxīng) — уезд городского округа Яань провинции Сычуань (КНР).

## История
При империи Хань эти земли входили в состав уезда Цинъи (青衣县), при империи Цзинь — уезда Ханьцзя (汉嘉县). При империи Тан здесь был основан уезд Лингуань (灵关县). Затем управление было передано в руки вождей местных племён, подотчётных китайским властям.
Уезд Баосин был создан во времена Китайской республики в 1930 году. В 1939 году была создана провинция Сикан, и эти земли вошли в её состав. В 1951 году был образован Специальный район Яань (雅安专区), в подчинение которого был передан и данный уезд. В 1955 году после ликвидации провинции Сикан Специальный район Яань был передан в состав провинции Сычуань. В 1970 году Специальный район Яань был переименован в Округ Яань (雅安地区). В 2000 году постановлением Госсовета КНР округ Яань был преобразован в городской округ.

## Административное деление
Уезд Баосин делится на 3 посёлка, 5 волостей и 1 национальную волость.